# Diocesi di Ciudad Guzmán
La diocesi di Ciudad Guzmán (in latino Dioecesis Guzmanopolitana) è una sede della Chiesa cattolica in Messico suffraganea dell'arcidiocesi di Guadalajara. Nel 2023 contava 407.200 battezzati su 428.400 abitanti. È retta dal vescovo Herculano Medina Garfias.

## Territorio
La diocesi comprende 24 comuni  nella parte sud-orientale dello stato messicano di Jalisco: Acatlán de Juárez, Amacueca, Atemajac de Brizuela, Atoyac, Chiquilistlán, Concepción de Buenos Aires, Gómez Farías, La Manzanilla de la Paz, Mazamitla, Quitupan, San Gabriel, Santa María del Oro, Sayula, Tamazula de Gordiano, Tapalpa, Tecolotlán, Teocuitatlán de Corona, Tizapán el Alto, Tuxcueca, Tuxpan, Valle de Juárez, Zacoalco de Torres, Zapotiltic e Zapotlán el Grande.
Sede vescovile è Ciudad Guzmán, nel comune di Zapotlán el Grande, dove si trova la cattedrale di San Giuseppe.
Il territorio si estende su una superficie di 9.345 km² ed è suddiviso in 60 parrocchie.

## Storia
La diocesi è stata eretta il 25 marzo 1972 con la bolla Qui omnium di papa Paolo VI, ricavandone il territorio dalla diocesi di Colima e dall'arcidiocesi di Guadalajara.
Il 9 ottobre 1972, con la lettera apostolica Sancti Ioseph, lo stesso papa Paolo VI ha proclamato San Giuseppe patrono principale della diocesi.

## Cronotassi dei vescovi
Si omettono i periodi di sede vacante non superiori ai 2 anni o non storicamente accertati.
- Leonardo Viera Contreras † (25 marzo 1972 - 7 luglio 1977 dimesso)
- Sefafín Vásquez Elizalde † (2 dicembre 1977 - 11 dicembre 1999 ritirato)
- Braulio Rafael León Villegas † (11 dicembre 1999 - 25 settembre 2017 dimesso)
- Óscar Armando Campos Contreras (25 settembre 2017 - 4 maggio 2024 ritirato)
- Herculano Medina Garfias, dal 4 maggio 2024

## Statistiche
La diocesi nel 2023 su una popolazione di 428.400 persone contava 407.200 battezzati, corrispondenti al 95,1% del totale.
| anno | popolazione | popolazione | popolazione | presbiteri | presbiteri | presbiteri | presbiteri                | diaconi | religiosi | religiosi | parrocchie |
| anno | battezzati  | totale      | %           | numero     | secolari   | regolari   | battezzati per presbitero | diaconi | uomini    | donne     | parrocchie |
| ---- | ----------- | ----------- | ----------- | ---------- | ---------- | ---------- | ------------------------- | ------- | --------- | --------- | ---------- |
| 1976 | 396.000     | 400.000     | 99,0        | 99         | 93         | 6          | 4.000                     |         | 11        | 85        | 43         |
| 1980 | 443.000     | 466.000     | 95,1        | 101        | 93         | 8          | 4.386                     |         | 12        | 161       | 45         |
| 1990 | 609.000     | 624.000     | 97,6        | 107        | 99         | 8          | 5.691                     |         | 27        | 143       | 49         |
| 1999 | 480.000     | 498.200     | 96,3        | 115        | 105        | 10         | 4.173                     |         | 40        | 187       | 54         |
| 2000 | 474.000     | 495.000     | 95,8        | 113        | 104        | 9          | 4.194                     |         | 13        | 185       | 54         |
| 2001 | 470.000     | 486.560     | 96,6        | 120        | 108        | 12         | 3.916                     |         | 17        | 181       | 54         |
| 2002 | 471.500     | 489.230     | 96,4        | 121        | 107        | 14         | 3.896                     |         | 18        | 179       | 54         |
| 2003 | 410.300     | 435.700     | 94,2        | 116        | 105        | 11         | 3.537                     |         | 18        | 132       | 51         |
| 2004 | 413.200     | 438.500     | 94,2        | 115        | 104        | 11         | 3.593                     |         | 19        | 130       | 51         |
| 2006 | 416.170     | 442.400     | 94,1        | 113        | 100        | 13         | 3.682                     |         | 20        | 134       | 52         |
| 2013 | 459.000     | 473.000     | 97,0        | 110        | 91         | 19         | 4.172                     |         | 52        | 110       | 59         |
| 2016 | 402.403     | 423.582     | 95,0        | 109        | 95         | 14         | 3.691                     |         | 44        | 110       | 60         |
| 2019 | 412.757     | 434.482     | 95,0        | 115        | 96         | 19         | 3.589                     |         | 45        | 126       | 60         |
| 2021 | 400.857     | 421.954     | 95,0        | 106        | 89         | 17         | 3.781                     |         | 43        | 115       | 60         |
| 2023 | 407.200     | 428.400     | 95,1        | 120        | 103        | 17         | 3.393                     |         | 43        | 146       | 60         |